# Retrato de uma jovem mulher (Botticelli)
Retrato de uma jovem mulher é uma pintura do renascimento italiano, realizada pelo pintor Sandro Botticelli, entre 1480 e 1485. Alguns atribuem a autoria a Jacopo da Sellaio. A mulher retratada está de perfil, com o seu busto inclinado para mostrar um pequeno medalhão, que repousa sobre o seu pescoço. O colar é uma cópia reversa do "selo de Nero", um famosa e antiga cornalina, que representava Apolo e Mársias e pertencia a Lorenzo de Medici.
A pintura está localizada no museu Städel, em Frankfurt, na Alemanha. Outros quadros similares de Botticelli podem ser encontrados na National Gallery, em Londres, na Gemäldegalerie, em Berlim, e na Coleção Marubeni, em Tóquio.
David Alan Brown, da Galeria Nacional de Arte, em Washington, D.C., descreve a pintura como a de uma bela jovem mitificada como uma ninfa ou deusa, uma visão que pode ser compreendida através do título dado pelo museu Städel. A pintura pertence a um grupo de obras de Botticelli ou de sua oficina.
O historiador da arte Aby Warburg foi o primeiro a sugerir que a pintura era um retrato idealizado de Simonetta Vespucci.
Além disso, alguns acreditam que as pinturas de cabelo e água, feitas durante o Quattrocento, também estariam relacionadas, embora não é certo qual elemento influenciaria o outro.

## Galeria

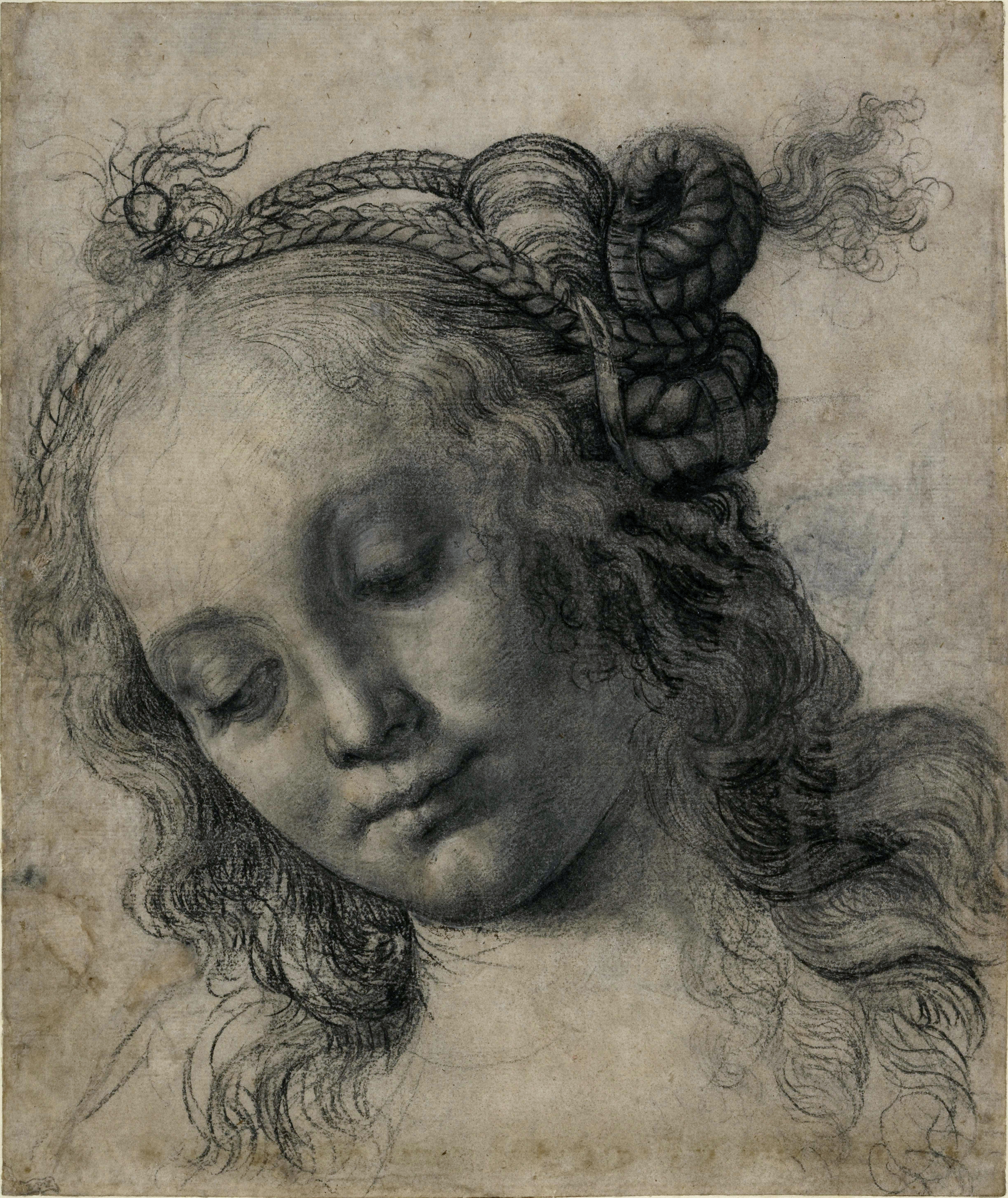
Andrea del Verrocchio - Cabeça de uma mulher, c. 1475, carvão, delineado com chumbo branco, caneta e tinta marrom, 324 x 273 mm., Museu Britânico. Verrocchio é creditado com a invenção desse tipo de beleza ideal.
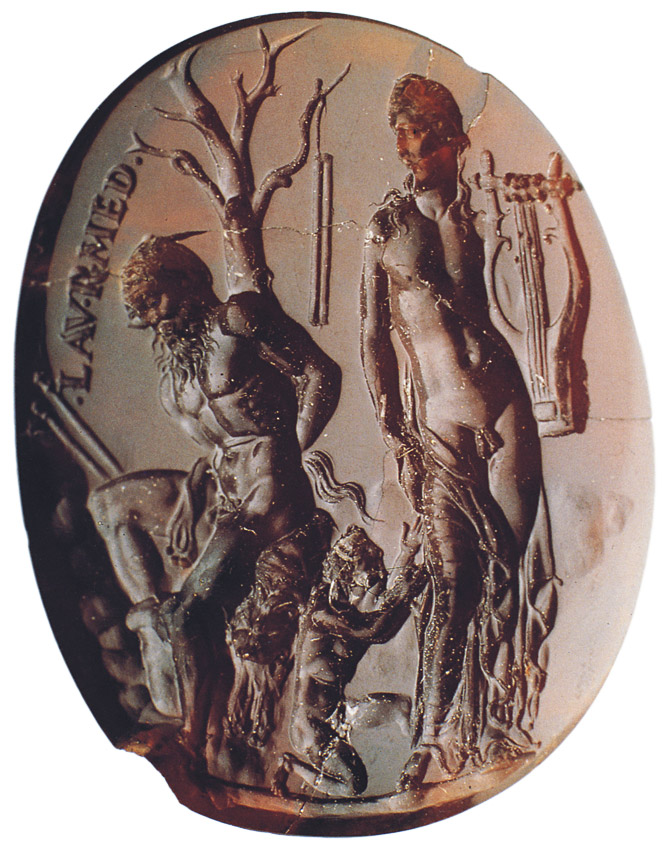
Selo de Nero, uma joia gravada em cornalina, datada da época de Augusto. Estava na posse de Lorenzo de 'Medici e, atualmente, encontra-se no Museu Arqueológico Nacional de Nápoles.